# Xã Wayne, Quận Muskingum, Ohio
Xã Wayne (tiếng Anh: Wayne Township) là một xã thuộc quận Muskingum, tiểu bang Ohio, Hoa Kỳ. Năm 2010, dân số của xã này là 4.731 người.